# 15924 Axelmartin
15924 Axelmartin è un asteroide della fascia principale. Scoperto nel 1997, presenta un'orbita caratterizzata da un semiasse maggiore pari a 2,4033331 UA e da un'eccentricità di 0,2017850, inclinata di 3,05743° rispetto all'eclittica.
L'asteroide è dedicato all'astronomo tedesco Axel Martin, fondatore dell'osservatorio Turtle Star a Mülheim an der Ruhr in Germania.